# Ulf Quaisser
Ulf Quaisser (* 12. Oktober 1962 in Mannheim) ist ein ehemaliger deutscher Fußballspieler.

## Karriere
1971 begann Quaissers Vereinskarriere bei Phönix Mannheim. 1979 kam er zum SV Waldhof Mannheim, mit dem er 1980 die A-Jugend-Meisterschaft gewann. In diesem Spiel war Quaisser zwar Eigentorschütze, Waldhof gewann aber durch Tore von Uwe Rahn und Egbert Zimmermann mit 2:1 gegen den FC Schalke 04.
Am 36. Spieltag der Saison 1980/81 kam Ulf Quaisser erstmals für die Zweitligamannschaft Waldhof Mannheims zum Einsatz. Ab der folgenden Saison war er fest im Profikader und erkämpfte sich auch gleich einen Stammplatz. 1983 stieg Mannheim unter Trainer Klaus Schlappner in die erste Bundesliga auf. In der ersten Saison in der 1. Liga stand das mit vielen Spielern aus der eigenen Jugend gespickte Team nie auf einem Abstiegsplatz und beendete die Saison auf einem respektablen elften Tabellenplatz.
Bis 1989 bestritt er 126 Erstligapartien für Mannheim. Danach wechselte er zum Südwest-Oberligisten SV Edenkoben Rheinland-Pfalz und spielte später noch für die Vereine TSV Amicitia Viernheim und SV Mörlenbach, wo er im Dezember 1995 seine Karriere beendete.

### Statistik
| Liga          | Spiele (Tore) |
| ------------- | ------------- |
| Bundesliga    | 126 (1)       |
| 2. Bundesliga | 073 (2)       |
| Wettbewerb    |               |
| DFB-Pokal     | 021 (1)       |

## Nationalmannschaft
1981 kam Quaisser bei der U-18-Europameisterschaft viermal zum Einsatz und wurde Europameister.
In den Jahren 1982 und 1983 kam Quaisser zwölfmal in der deutschen U-21-Nationalmannschaft zum Einsatz und schoss ein Tor.

## Erfolge
- U-18-Europameister 1981
- Aufstieg in die Bundesliga 1983 mit Waldhof Mannheim